# アレクサンドル・ベグロフ
アレクサンドル・ドミートリエヴィチ・ベグロフ（ロシア語: Алекса́ндр Дми́триевич Бегло́в, ラテン文字転写: Aleksandr Dmitriyevich Beglov ロシア語発音: [ɐlʲɪkˈsandr ˈdmʲitrʲɪjɪvʲɪdʑ bʲɪˈɡlof]; 1956年5月19日 - ）は、ロシアの政治家。現在、サンクトペテルブルク市長。アゼルバイジャンの首都バクー出身。

## 経歴・概要
1976年から2年間、兵役に就く。兵役を終え、1979年から1985年まで、レニングラードの建設組織で土木、管理部門で働く。この間、1983年レニングラード土木技術大学（現在のサンクトペテルブルク建築土木技術大学）を卒業する。1986年レニングラード市執行委員会建設・建築資材産業部長。1989年ソ連共産党レニングラード地区委員会社会経済部長。1990年レニングラード市評議会都心建設執行委員会副委員長。
1991年から1997年まで、独露合弁企業「メラゼリ」の主任技師。この間、1994年には技術科学博士候補の学位を取得する。1998年サンクトペテルブルク建築建設大学上級研究員。1999年サンクトペテルブルク市クロートヌィ区長。2002年サンクトペテルブルク市第一副市長、市行政府事務長。ウラジーミル・ヤコヴレフ市長の辞任に伴い、2003年6月から10月まで市長代行を務めた。同時に2003年から2004年まで、北西連邦管区大統領全権副代表と与党統一ロシアサンクトペテルブルク支部書記を務める。2003年北西公共行政アカデミーを修了した。
2004年5月27日からウラジーミル・プーチンの下で大統領補佐官、ロシア大統領府監督局長に就任した。2008年5月12日、大統領府副長官。2009年1月12日、ロシア連邦コサック大統領評議会議長。2012年5月23日、中央連邦管区大統領全権代表。2017年12月から2018年11月まで北西連邦管区大統領全権代表。2018年10月3日からは再びサンクトペテルブルクの市長代行に就任。2019年9月8日の市長選挙で6割を超す票を獲得して当選し、正式な市長に就任した。2024年9月の統一地方選挙で執行された市長選挙では得票率59.8％で再選。